# Hit the Deck (film din 1955)

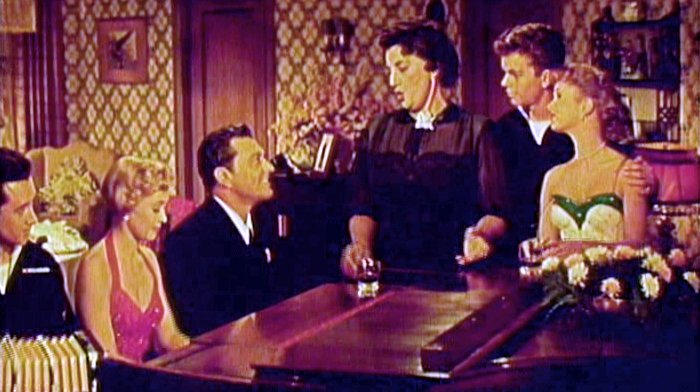

Hit the Deck este un film muzical american din 1955 regizat de Roy Rowland. În rolurile principale joacă actorii Jane Powell, Tony Martin și Debbie Reynolds.

## Distribuție
- Jane Powell — Susan Smith
- Tony Martin — Chief Boatswain's Mate William F. Clark
- Debbie Reynolds — Carol Pace
- Walter Pidgeon — Rear Adm. Daniel Xavier Smith
- Vic Damone — Rico Ferrari
- Gene Raymond — Wendell Craig
- Ann Miller — Ginger